# Parti libéral-démocrate (Serbie)
Cet article concerne le parti politique serbe Liberalno-demokratska partija (LDP), fondé en 2005 par Čedomir Jovanović. Pour le parti politique serbe Liberalno-demokratska stranka (LDS), fondé en 1989, dont le nom se traduit de manière similaire, voir Parti libéral-démocrate (Serbie, 1989). Pour les autres homonymes, voir Parti libéral-démocrate.
Le Parti libéral-démocrate (en serbe cyrillique : Либерално-демократска партија ; en serbe latin : Liberalno-demokratska partija ; en abrégé : LDP) est un parti politique social-libéral serbe, fondé en 2005. Il a son siège à Belgrade et est présidé par Čedomir Jovanović,.

## Historique

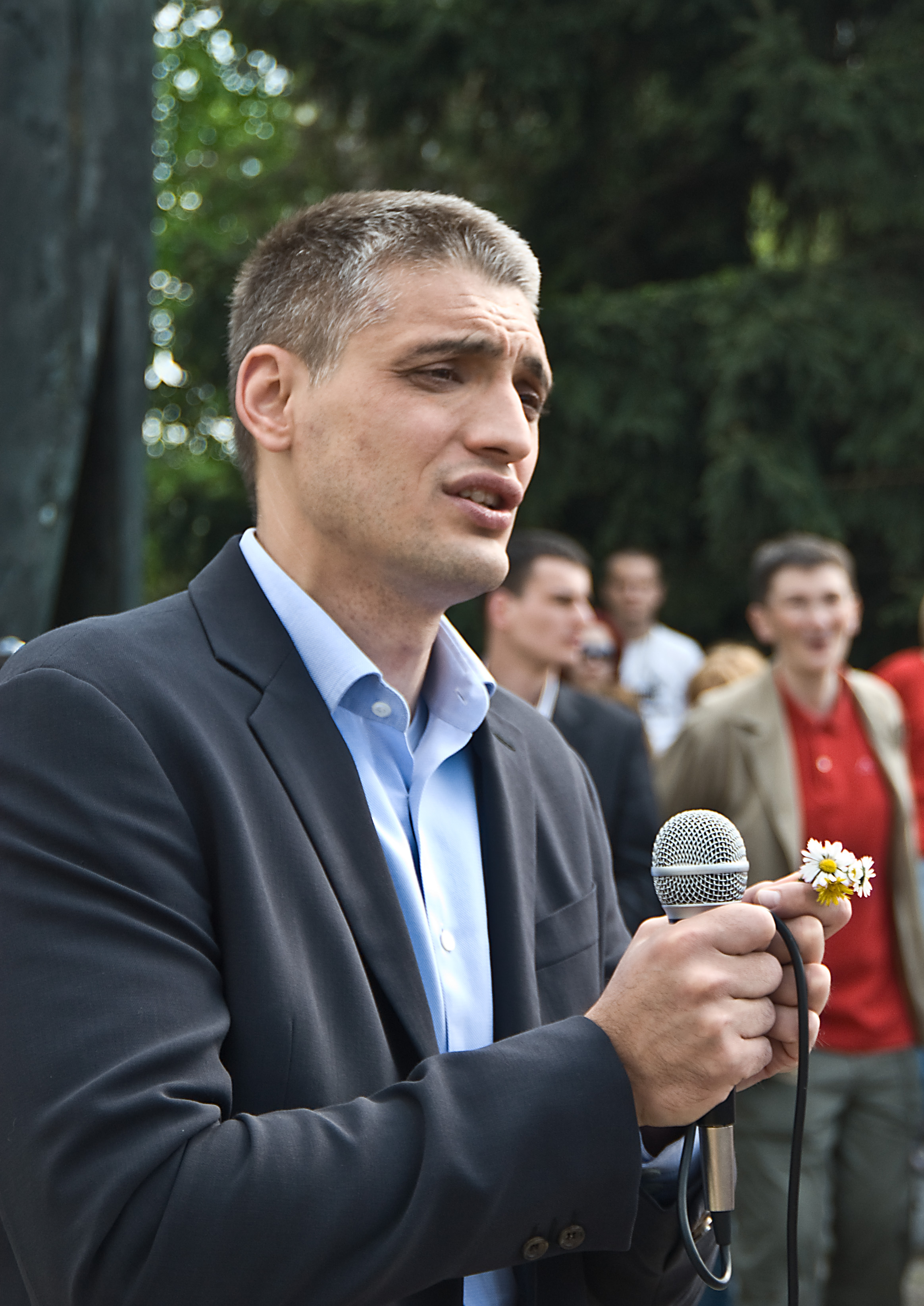
Čedomir Jovanović

Le 23 février 2004, Čedomir Jovanović, qui est alors membre du Parti démocratique (DS), s'oppose en réunion à Boris Tadić à propos de son alliance avec Vojislav Koštunica. Le 17 mars, il fonde le Centre pour une politique moderne dans le but de promouvoir la mise en place de d'une démocratie parlementaire efficace et la protection des droits de l'Homme et des libertés fondamentales. Le 24 novembre, il demande l'autorisation de former un courant libéral-démocrate au sein du DS et, le 3 décembre, il est exclu du parti. Il fonde le Parti libéral-démocrate (LDP) le 5 novembre 2005.
Pour les élections législatives du 21 janvier 2007, le parti forme une coalition avec l’Alliance civique de Serbie, la Ligue des sociaux-démocrates de Voïvodine et l’Union sociale-démocrate. L'alliance remporte 5,31 % des suffrages et obtient 15 sièges sur 250 à l'Assemblée nationale de la république de Serbie.
Aux élections législatives anticipées de 2008, le parti s’associe avec le Parti démocrate-chrétien de Serbie de Vladan Batić et présente une liste de 250 candidats. Il obtient 216 902 voix, soit 5,24 % des suffrages et envoie 13 représentants à l'Assemblée.
Aux élections législatives de 2012, Čedomir Jovanović forme la coalition politique Preokret,, qui obtient 6,53 % des suffrages et 19 députés, dont 12 pour le seul LDP qui forme alors un groupe parlementaire indépendant présidé par Jovanović.

## Organisation
- Comité central
- Président : Čedomir Jovanović
- Vice-président : Nenad Milić
- Présidents adjoints : Ivan Andrić, Nataša Mićić et Dušan Mijić
- Présidence :
  - Čedomir Jovanović, président
  - Nenad Milić, vice-président
  - Ivan Andrić, président adjoint
  - Dušan Mijić, président adjoint
  - Nataša Mićić, présidente adjointe
  - Bojan Đurić
  - Goran Hadžajlić
  - Žarko Kovač
  - Zoran Jović
  - Zoran Plećević
  - Zoran Todorović
  - Kenan Hajdarević
  - Marija Bugarčić
  - Marko Nikolić
  - Milan Čučulić
  - Predrag Patić
  - Radmila Gerov
  - Robert Šebek
  - Saša Šućurović
  - Lidija Piroški
  - Đorđo Žujović
  - Uglješa Jokić
- Conseil politique

## Députés du groupe parlementaire à l'Assemblée nationale (2012)
- Ivan Andrić
- Svetislava Bulajić
- Miljenko Dereta
- Bojan Đurić
- Radmila Gerov
- Kenan Hajdarević
- Čedomir Jovanović, président du groupe parlementaire
- Žarko Korać, membre du SDU
- Nataša Mićić
- Nenad Milić, vice-président du groupe parlementaire
- Zoran Ostojić
- Judita Popović
- Ranka Savić